# Barbara Luberda
Barbara Luberda, po mężu Sobańska (ur. 2 grudnia 1954 w Rabce-Zdroju) – polska narciarka, medalistka Zimowej Uniwersjady (1975), medalistka mistrzostw Polski.

## Kariera sportowa
Była zawodniczką LZS Poronin i AZS Zakopane. Jej największym sukcesem w karierze był brązowy medale Zimowej Uniwersjady w sztafecie 3 × 5 km w 1975 (z Zofią Majerczyk i Emilią Pelczar).
Na mistrzostwach Polski zdobyła w barwach AZS Zakopane brązowy medal w sztafecie 4 × 5 km w 1974.
Jest absolwentką Liceum w Jordanowie (1974) i Akademii Wychowania Fizycznego w Krakowie (1981). Od 1978 pracowała jako nauczycielka i trener biegów narciarskich w Zespole Szkół Mistrzostwa Sportowego w Zakopanem, od 1992 w Liceum Ogólnokształcącym Mistrzostwa Sportowego, w latach 1999–2000 była tam wicedyrektorem ds. sportowych, w 2000 została dyrektorem Zespołu Szkół Mistrzostwa Sportowego w Zakopanem. W 2018 przeszła na emeryturę.
W 2010 została odznaczona Złotym Krzyżem Zasługi, otrzymała także Medal Komisji Edukacji Narodowej.